# 戴维·韦伯斯特
戴维·韦伯斯特（英語：David Webster，1987年9月11日—），生于东墨尔本，澳大利亚男子赛艇运动员。他曾代表澳大利亚参加世界赛艇锦标赛，获得二枚金牌和二枚银牌。